# Hippocampus kelloggi
Hippocampus kelloggi é uma espécie de peixe da família Syngnathidae.
Pode ser encontrada nos seguintes países: possivelmente Austrália, China, Índia, Indonésia, Japão, Paquistão, Filipinas, Taiwan, Tanzânia e Vietname.
Os seus habitats naturais são: mar costeiro.